# Abdel Monaim Yahiaoui
Pour les articles homonymes, voir Yahiaoui.
Abdel Monaim Yahiaoui (en arabe : عبد المنعم يحياوي), né le 6 décembre 1966 à Barika, est un haltérophile algérien.

## Carrière
Abdel Monaim Yahiaoui évolue à l'AS Barika. Il remporte trois médailles d'argent dans la catégorie des moins de 60 kg aux Jeux africains de 1987 à Nairobi, termine troisième à l'arraché aux Jeux méditerranéens de 1987 et obtient une médaille d'or et deux médailles d'argent aux Championnats d'Afrique d'haltérophilie 1988 au Caire. est triple médaillé d'argent dans la catégorie des moins de 67,5 kg aux Championnats d'Afrique d'haltérophilie 1989 à Boufarik.
Il est médaillé d'argent en moins de 67,5 kg aux Jeux méditerranéens de 1991 à Athènes.
termine quatrième du concours d'haltérophilie aux Jeux olympiques d'été de 1992 à Barcelone dans la catégorie des moins de 67,5 kg.
Il est médaillé d'or aux Championnats d'Afrique d'haltérophilie 1993 au Caire ; il est lors de ces championnats nommé meilleur athlète de la compétition.
Cette année-là, il est également médaillé d'or en moins de 70 kg aux Jeux méditerranéens de 1993 en Languedoc-Roussillon; aux Championnats arabes, il obtient 6 médailles d'Or et la Coupe Cheikh-Sabah du meilleur athlète arabe à Port-Saïd
Il est triple médaillé d'or aux Jeux africains de 1995 à Harare dans cette même catégorie. La même année, il obtient aux Championnats arabes 3 Médailles d'Or et Coupe Saâd-Hariri du meilleur athlète arabe à Beyrouth.
Il termine cinquième du concours d'haltérophilie aux Jeux olympiques d'été de 1996 à Atlanta dans la catégorie des moins de 70 kg.
Il est médaillé d'argent à l'épaulé-jeté et médaillé de bronze à l'arraché en moins de 70 kg aux Jeux méditerranéens de 1997 à Bari. Il est la même année triple médaillée d'or dans cette catégorie aux Championnats d'Afrique d'haltérophilie 1997 à Port-Saïd
Il obtient au total 21 médailles aux différents Championnats d'Afrique, 9 médailles aux différents Jeux Méditerranéens et 10 médailles d'Or aux différents Championnats arabes.

## Palmarès
| Date | Compétition         | Lieu                 | Résultat | Épreuve                 | Performance |
| ---- | ------------------- | -------------------- | -------- | ----------------------- | ----------- |
| 1987 | Jeux africains      | Nairobi              | 2e       | Arraché (60 kg)         | 110 kg      |
| 1987 | Jeux africains      | Nairobi              | 2e       | Epaule - jeté (60 kg)   | 130 kg      |
| 1987 | Jeux africains      | Nairobi              | 2e       | Total (60 kg)           | 240 kg      |
| 1987 | Jeux méditerranéens | Lattaquié            | 3e       | Arraché (60 kg)         | 117,5 kg    |
| 1991 | Jeux africains de   | Caire                | 1er      | Arraché (67,5 kg)       | 135 kg      |
| 1991 | Jeux africains de   | Caire                | 1er      | Epaule - jeté (67,5 kg) | 165 kg      |
| 1991 | Jeux africains de   | Caire                | 1er      | Total (67,5 kg)         | 300 kg      |
| 1991 | Jeux méditerranéens | Athènes              | 1er      | Arraché (67,5 kg)       | 135 kg      |
| 1991 | Jeux méditerranéens | Athènes              | 3e       | Épaulé-jeté (67,5 kg)   | 165 kg      |
| 1991 | Jeux méditerranéens | Athènes              | 2e       | Total (67,5 kg)         | 300 kg      |
| 1993 | Jeux méditerranéens | Languedoc-Roussillon | 2e       | Arraché (70 kg)         | 142.5 kg    |
| 1993 | Jeux méditerranéens | Languedoc-Roussillon | 1er      | Épaulé-jeté (70 kg)     | 180 kg      |
| 1993 | Jeux méditerranéens | Languedoc-Roussillon | 1er      | Total (70 kg)           | 322.5 kg    |
| 1995 | Jeux africains      | Harare               | 1er      | Arraché (70 kg)         | 145,5 kg    |
| 1995 | Jeux africains      | Harare               | 1er      | Épaulé-jeté (70 kg)     | 180 kg      |
| 1995 | Jeux africains      | Harare               | 1er      | Total (70 kg)           | 325,5 kg    |
| 1997 | Jeux méditerranéens | Bari                 | 3e       | Arraché (70 kg)         | 135 kg      |
| 1997 | Jeux méditerranéens | Bari                 | 2e       | Épaulé-jeté (70 kg)     | 172.5 kg    |
| 1997 | Jeux Panarabes      | Beyrouth             | 1er      | Arraché (70 kg)         | 137,5 kg    |
| 1997 | Jeux Panarabes      | Beyrouth             | 1er      | Epaule - jeté (70 kg)   | 175 kg      |
| 1997 | Jeux Panarabes      | Beyrouth             | 1er      | Total (70kg)            | 312,5 kg    |

## Distinctions personnelles
- Coupe "Cheikh Sabah" du Meilleur Athlète Arabe 1993 à Port Saïd (Égypte)
- Coupe "Saâd Hariri" du  Meilleur Athlète Arabe 1995 à Beyrouth (Liban)
- Algérie Presse Service meilleur athlète algérien de l'année : 1994

- 21 Médailles d'Or aux différents Championnats Africains

- 9 Médailles aux différents Jeux Méditerranéens 3 en Or, 3 en Argent et 3 en Bronze

- 10 Médailles d'Or aux différents Championnats Arabes

## Entraineur
- 2010 Entraineur de l'EN jeunes avec Boudia Mourad Fethi aux Championnats d'Afrique au Caire (Or Seriak Nafaâ, Argent Seriak Badreddine, Belounes Mohamed)

- 2013 Entraîneur de l'EN Juniors aux Championnats du Monde à Lima (Pérou) 4ème avec l'athlète Ferdjellah Hocine

- 2013 Entraineur de l'EN Seniors aux Jeux Méditerranéens de Mersin (Turquie)